# Codex Sangallensis 1395

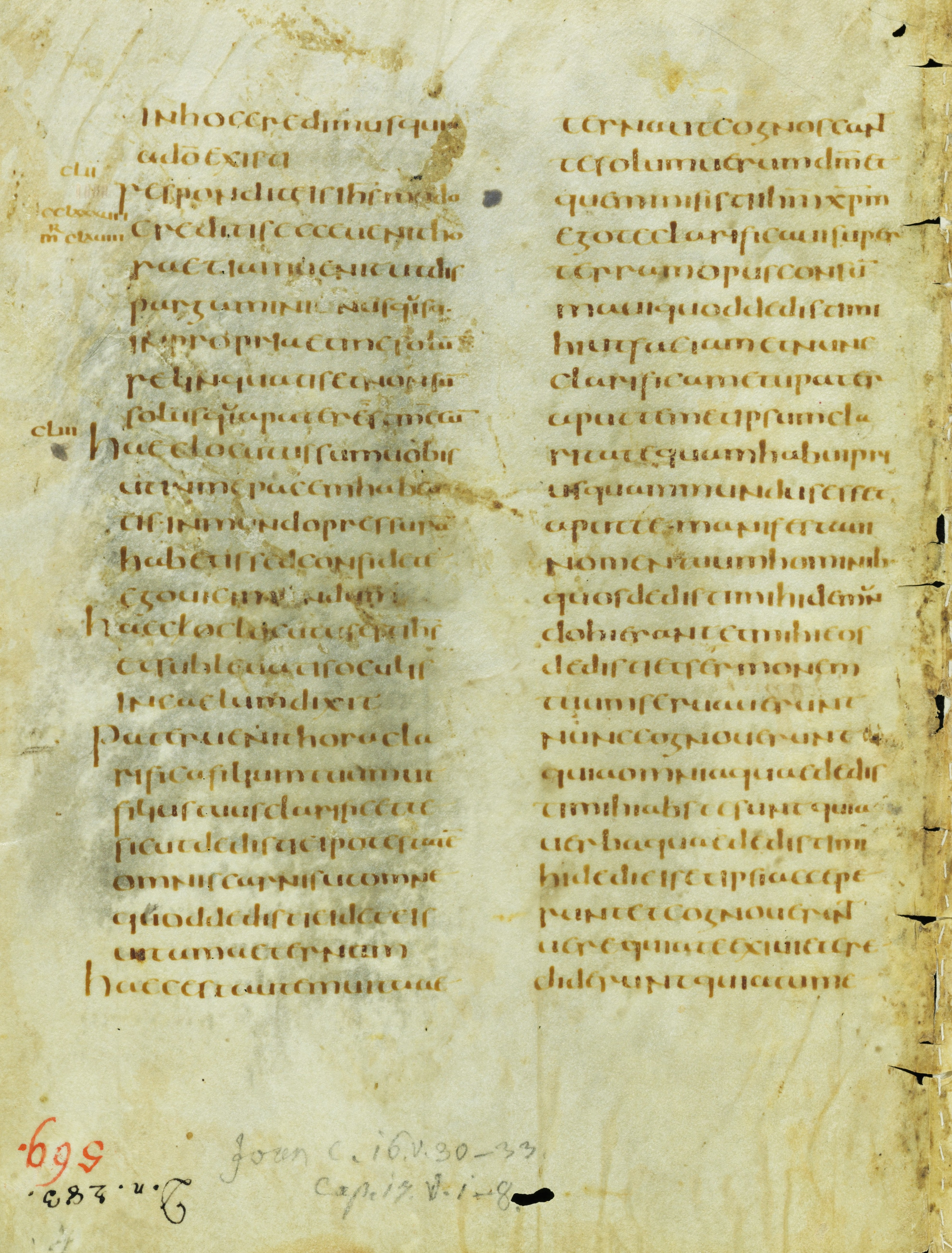
Seite des Codex mit dem Johannes Text 16:30-17:8

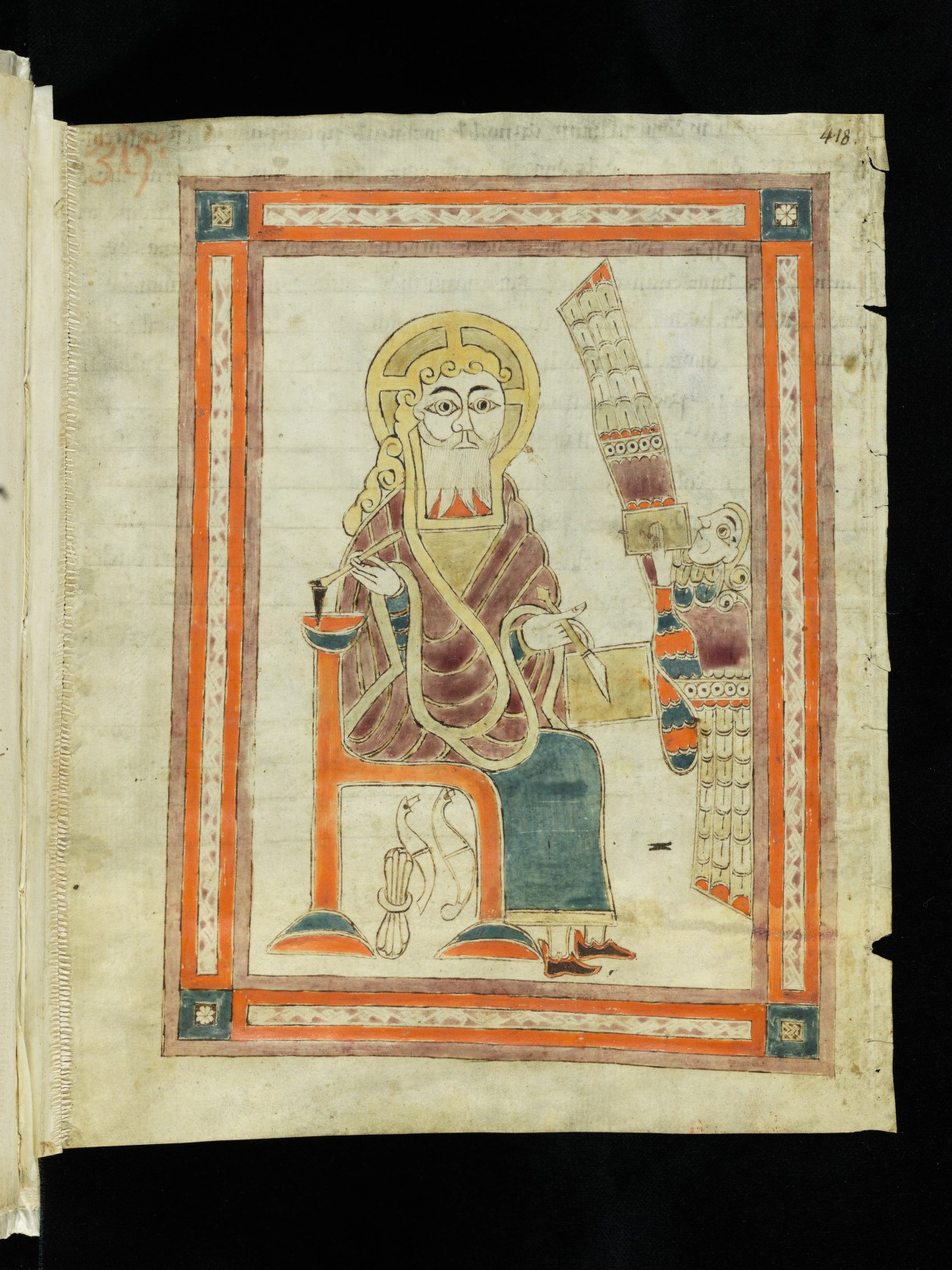
Codex Sangallensis 1395, S. 418. Schreibender Evangelist Matthäus

Codex Sangallensis 1395 ist eine Sammlung von Fragmenten aus dem 19. Jahrhundert. Er beinhaltet eine lateinische Handschrift des Neuen Testaments aus dem 5. Jahrhundert, gekennzeichnet durch Σ. Der Text ist eine Version der Vulgata und wurde auf Vellum geschrieben. Der Codex befindet sich in der Stiftsbibliothek St. Gallen in der Schweiz.

## Beschreibung
Die Handschrift enthält den Text der vier Evangelien (Matthäus 6:12–Johannes 17:18), mit zahlreichen Lacunae. Der lateinische Text der Evangelien ist repräsentativ für die Vulgata. Er besteht aus 473 Pergamentblättern (24 mal 18,5 cm). Diese sind in Quartos arrangiert. Die Reihenfolge der Evangelien ist gebräuchlich.
Die nomina sacra wurden gekürzt geschrieben, ebenso die Wörter zum Ende der Zeilen. Dazu kommen verschiedene andere Abkürzungen. Hebräische Namen wie Ααρων, Ισαακ, Αβρααμ, Βεθλεεμ wurden latinisiert, indem die verdoppelten Vokale gestrichen oder der Buchstabe «h» zwischen den Vokalen eingefügt wurde. Obwohl Standardformen wie Aron und Isac typisch für die Vetus Latina waren, finden sich parallele Formen wie Aron und Aharon, Isac und Isahac oder Bethlem und Bethlehem in der Handschrift.
Die Sammlung enthält auch einige einzelne Lesungen im Matthäusevangelium (11:4; 14:2; 16:9.10; 17:26; 18:9; 26:45.47; 27:59; 28:1) und im Markusevangelium (4:7; 4:11; 6:33; 14:21).
Die Sammlung enthält zudem mehrere einzelne Fragmente irischer Art, darunter eine Illustration des Evangelisten Matthäus (S. 418). Auf der Rückseite des Porträts stehen Beschwörungen und Gebete in einer Mischung aus Latein und womöglich altirischer Sprache, geschrieben von drei Personen. Dabei werden gleichzeitig vorchristliche Gottheiten und der christliche Gott zur Linderung von gesundheitlichen Problemen angerufen. Weiter enthält die Sammlung ein Einzelblattfragment mit einer Illustration einer Kreuztafel (S. 422), auf dessen Rückseite ebenfalls ein Text in irischer Minuskel steht, mit einem Exorzismus und Segnungstexten.
Auf Seite 426 findet sich eine Titelseite mit der Inschrift: PECCAVIMUS DOMINE PECCAVIMUS PARCE N[obis] («Wir haben gesündigt, Herr, wir haben gesündigt, schone uns»). Das Fragment zeigt paläographisch und inhaltlich große Ähnlichkeiten zu mehreren Handschriften, unter anderem auch dem Irischen Evangeliar, die womöglich in Mittelirland entstanden sind.

## Geschichte
Die enthaltene Handschrift wurde im 5. Jahrhundert in Verona verfasst. E. A. Lowe hielt es für möglich, dass die Handschrift zu Lebzeiten des Hieronymus geschrieben wurde. Sie wurde auf das 6. Jahrhundert datiert. Höchstwahrscheinlich stellt sie die älteste Handschrift der Vulgata dar. Im Mittelalter wurde das Manuskript dafür benutzt, um andere Handschriften neu zu binden. Ungefähr die Hälfte des Codex ist erhalten geblieben.
Der Text wurde von C. H. Turner und  A. Dold veröffentlicht.

## Belege
1. 1 2 3 4 5 6  Bruce Manning Metzger: The early versions of the New Testament: their origin, transmission, and limitations / monograph. Clarendon Press, Oxford, ISBN 0-19-826170-5.
2. 1 2  Cornel Dora, Franziska Schnoor: The cradle of European culture: early medieval Irish book art: summer exhibition, 13 March until 4 November 2018. Verlag am Klosterhof, St. Gallen, ISBN 978-3-906819-30-3.
3. 1 2  Cornel Dora, Franziska Schnoor (Hrsg.): An der Wiege Europas. Irische Buchkunst des Frühmittelalters. ISBN 978-3-906819-29-7.
4. ↑  Farr, Carol Ann, 1949; Verfasser.: Reused, rescued, recycled: the art historical and palaeographic contexts of the Irish fragments, St Gallen Codex 1395. OCLC 1026385569.